# Dharchula
Dharchula là một thị xã và là một nagar panchayat của quận Pithoragarh thuộc bang Uttaranchal, Ấn Độ.

## Nhân khẩu
Theo điều tra dân số năm 2001 của Ấn Độ, Dharchula có dân số 6424 người. Phái nam chiếm 54% tổng số dân và phái nữ chiếm 46%. Dharchula có tỷ lệ 75% biết đọc biết viết, cao hơn tỷ lệ trung bình toàn quốc là 59,5%: tỷ lệ cho phái nam là 80%, và tỷ lệ cho phái nữ là 69%. Tại Dharchula, 12% dân số nhỏ hơn 6 tuổi.